# Rynica (jezioro)
Rynica – jezioro polodowcowe typu rynnowego, leżące na południowy wschód od wsi Rynica, w południowo-zachodniej części województwa zachodniopomorskiego. Wchodzi w skład Pojezierza Myśliborskiego.
Jezioro o wydłużonym kształcie przypominającym gruszkę. Oś jeziora biegnie z północnego wschodu na południowy zachód. Jezioro posiada słabo rozwiniętą linię brzegową.